# Пејоли (Индијана)
Пејоли (енгл. Paoli) град је у америчкој савезној држави Индијана.

## Демографија
По попису из 2010. године број становника је 3.677, што је 167 (-4,3%) становника мање него 2000. године.
| Група             | 2000.         | 2010.         |
| Белци             | 3.759 (97,8%) | 3.560 (96,8%) |
| Афроамериканци    | 8 (0,2%)      | 11 (0,3%)     |
| Азијати           | 7 (0,2%)      | 12 (0,3%)     |
| Хиспаноамериканци | 27 (0,7%)     | 48 (1,3%)     |
| Укупно            | 3.844         | 3.677         |